# Monalbumphoto.fr
MonAlbumPhoto.fr est une société spécialisée dans l'impression et le façonnage d'album photo imprimé et relié sous forme de livre photo, calendrier, poster, carte de vœux, toile, tableau photo, coques smartphone, déco photo, tote bag et bougie personnalisée.
Le site internet MonAlbumPhoto.fr, créé en 2004, est devenu une filiale du site de commerce en ligne Mistergooddeal en 2010. À la suite de la revente de Mistergooddeal à Darty, monAlbumPhoto a été récupéré par le pole Vente à distance du groupe M6. En juillet 2018, l'entreprise monAlbumPhoto est rachetée par le groupe néerlandais albelli
Le site fournit aux utilisateurs un logiciel gratuit de création.
Le siège social est basé à Paris et le site de production est situé dans l'Oise.

## Historique
- 2004 : Création par Pierre-Antoine et Alexandre Bataille, deux cousins passionnés de photographie. À cette époque, le site est spécialisé dans l'album photo.
- 2009 : La société se diversifie avec le lancement des posters / pêle-mêle[4]
- 2010 : Lancement des calendriers photos personnalisés
- 2010 : Rachat par Mistergooddeal[2]
- Novembre 2012 : Lancement des cartes de vœux et toiles photos
- Novembre 2012 : monAlbumPhoto obtient le label « Imprim'Vert »
- Février 2013 : Déménagement du site de production du Plessis-Belleville à Nanteuil-le-Haudouin (60)[5],[6]
- Fin 2013 : Rachat par Home Shopping Service
- Janvier 2015 : Les créateurs Pierre-Antoine et Alexandre Bataille quittent monAlbumPhoto.fr, Lionel Cler est nommé à la tête de l'entreprise.
- Juillet 2018 : Rachat par le groupe albelli, l'un des leaders européens sur le marché des produits photo personnalisés[réf. nécessaire].

## Le logiciel / l'application en ligne
La création des produits peut être effectuée sur un logiciel compatible Windows uniquement ou sur une application en ligne pour les autres OS.